# St. Elisabeth (Hanau)

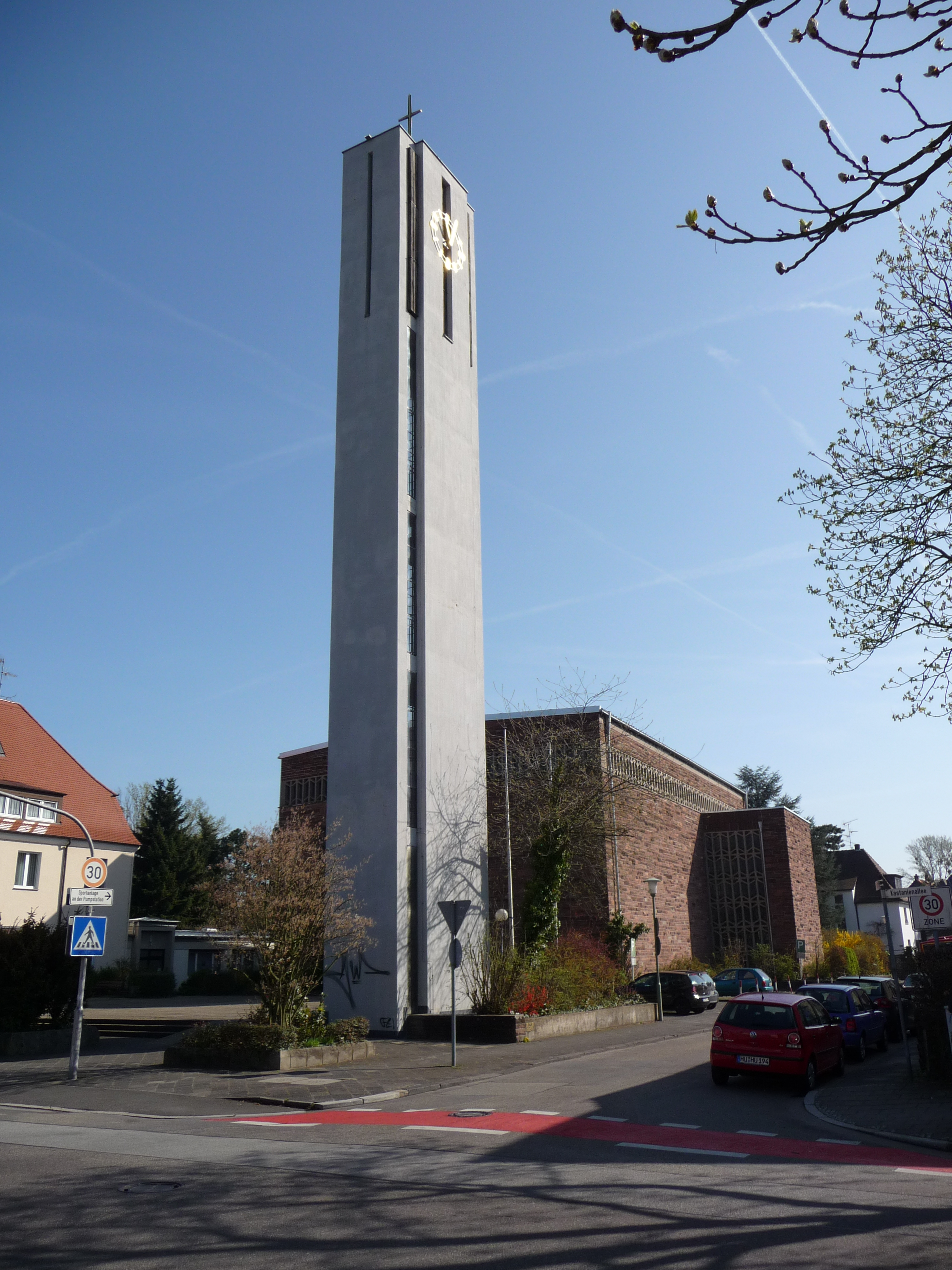
St. Elisabeth, Hanau (2011)

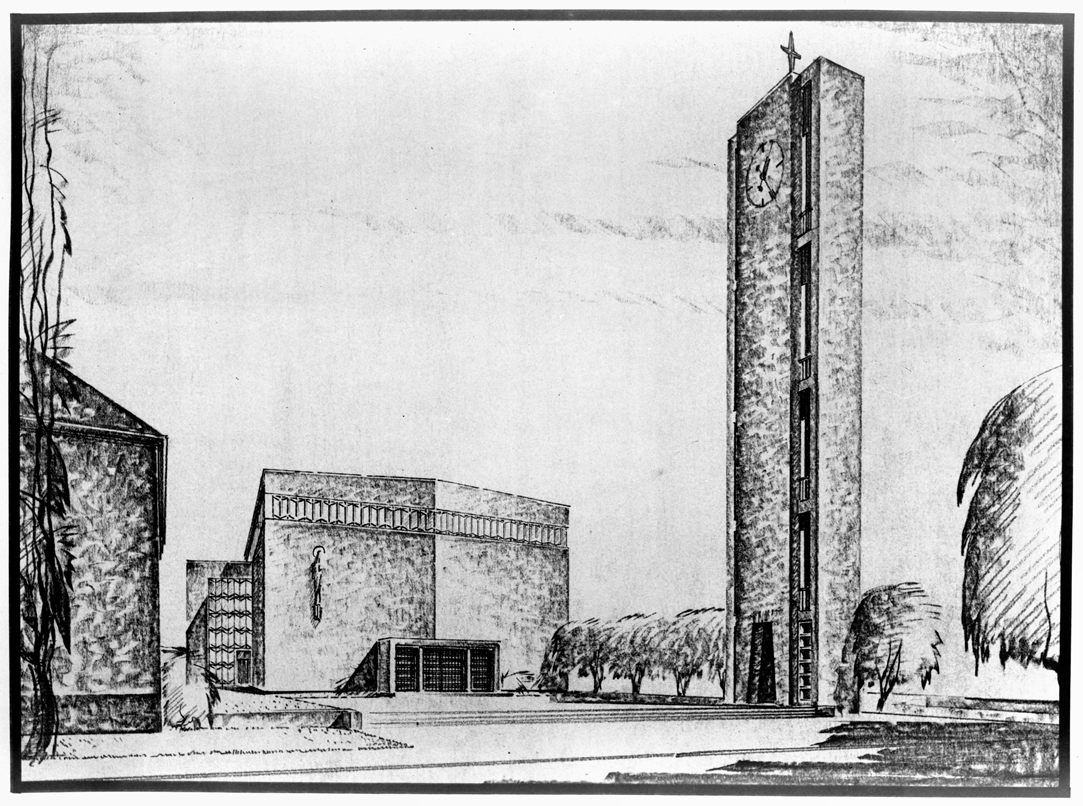
Neubau St. Elisabeth Hanau 1963 Zeichnung des Architekten Johannes Reuter aus Kassel, Repro: Elisabeth Schmincke MZHU-Bildarchiv Sig. XXIX 0059

St. Elisabeth in der Kastanienallee 68 in Hanau ist eine römisch-katholische Kirche und Kirchengemeinde.

## Geschichte
Geschichte der Pfarrei St. Elisabeth Hanau
Die Geschichte der Pfarrei beginnt konkret 1909 mit der Gründung einer zunächst nicht selbständigen Kuratie. Bereits ein Jahr später wurde ein Grundstück erworben, auf dem ein „Missionshaus“ mit Kapelle und anderen Nebenräumen entstand. Die Kapelle wurde bereits 1911 geweiht. Bereits im Jahre 1925 hatte die Kuratiegemeinde etwa 850 Mitglieder.
In der NS- und Kriegszeit waren Schikanen der Machthaber zu verzeichnen. Die Mühen des damaligen Pastors Auth um die Seelsorge für die katholischen polnischen Kriegsgefangenen und das, kirchliche Leben in Zeiten des kriegsbedingten Mangels wurden behindert
Nach dem Kriegsende wurde bereits in 1946 der Versuch unternommen vom Bistum Fulda die Genehmigung zur Errichtung einer Pfarrei zu erhalten, doch damals noch ohne Erfolg. Die folgenden Jahre waren gekennzeichnet durch einen immensen Zustrom von Heimatvertriebenen, so dass sich schnell die Zahl der Gemeindemitglieder verdoppelte.
1955 begannen die Planungen des Magistrates für eine neue „Weststadt“, damit war mit den entstehenden Neubauten mit weiteren Zuzügen zu rechnen. Der Bau einer Pfarrkirche wurde immer dringlicher. Als im Jahre 1962 Pfarrkurat Karl Schönhals sein Amt antrat trieb mit Unterstützung aus Fulda das Kirchenbauprojekt voran. Bereits am 15. September 1963 wurde der Grundstein gelegt. Am 30. August 1964 weihte Bischof aus Fulda Dr. Adolf Bolte die St. Elisabeth-Kirche und erhob die Pfarrkuratie zu eigenständigen Pfarrei.
Das Gebäude war die kirchliche Reaktion auf die in den 1960er und 1970er Jahren entstehende Hanauer Weststadt, ein angrenzendes, großes Neubaugebiet. Es ist heute ein Kulturdenkmal aufgrund des Hessischen Denkmalschutzgesetzes aus künstlerischen, geschichtlichen und städtebaulichen Gründen.
Seit 2006 wurde das Gebäude in mehreren Abschnitten saniert und im Inneren neu gestaltet.

## Gebäude
Das Kirchengebäude wurde von Johannes Reuter, Kassel, entworfen und 1963/64 errichtet. Es besteht aus einem Stahlbetonskelett mit Backsteinausfachung. Außen ist es mit Sandstein verkleidet. Das Satteldach ist nur schwach geneigt. Nach außen präsentiert sich das Gebäude als solitärer Kubus, der von stark reliefierten Betonbändern unterhalb des Dachansatzes akzentuiert wird. Diese gewähren zugleich den Lichteinlass über Farbfensterstreifen. Der Kirchturm aus Sichtbeton steht abgerückt, wie ein „Campanile“, und wurde erst einige Jahre später hinzugefügt.
Der Innenraum verjüngt sich zum Altarraum hin leicht. Er wird von einer Faltdachdecke geschlossen. Die Ausstattung stammt überwiegend von dem Kunstschmied Manfred Berger, wie etwa die Kreuzwegstationen oder das Hängekreuz über dem Altar. Darüber hinaus wurden einige historische Ausstattungsgegenstände eingebracht: Sie stammen aus dem Jahr 1938 von Rudolf Schwarz aus einer 1952 aufgegebenen Kapelle in Fulda. Eine Figur der heiligen Elisabeth schmückt die Eingangsseite.

## Pfarrei
Die Pfarrei St. Elisabeth entstand im Jahr 1909 als Kuratie mit einer Kapelle in der Kastanienallee 68 (heute Gemeindehaus). Während im Jahr 1924 die Kuratie noch 850 Mitglieder hatte, wuchs die Zahl nach dem Zweiten Weltkrieg durch den Zustrom von Heimatvertriebenen auf das Doppelte an. Die Planungen für die Weststadt ließen schließlich den Bedarf nach einer eigenen Pfarrei dringend werden und so wurde im Jahr 1964 zeitgleich mit dem Bau der Kirche die Kuratie zur Pfarrei St. Elisabeth erhoben. Im Jahr 1967 entstand eine Filiale in der Siedlung Hohe Tanne, die ihren Sitz in einem 1970 errichteten Gemeindehaus mit eigenem Gottesdienstraum (Amselstraße 1) hat.
Die Pfarrei umfasst heute 5000 Mitglieder. Zur Pfarrei gehören die Hanauer Stadtteile Kesselstadt mit Wilhelmsbad und Hohe Tanne sowie die Orte Mittelbuchen und Wachenbuchen.